# 门挡

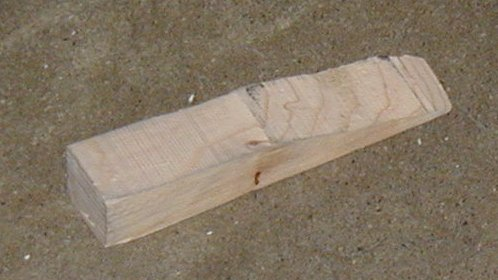
手工制作的木门挡

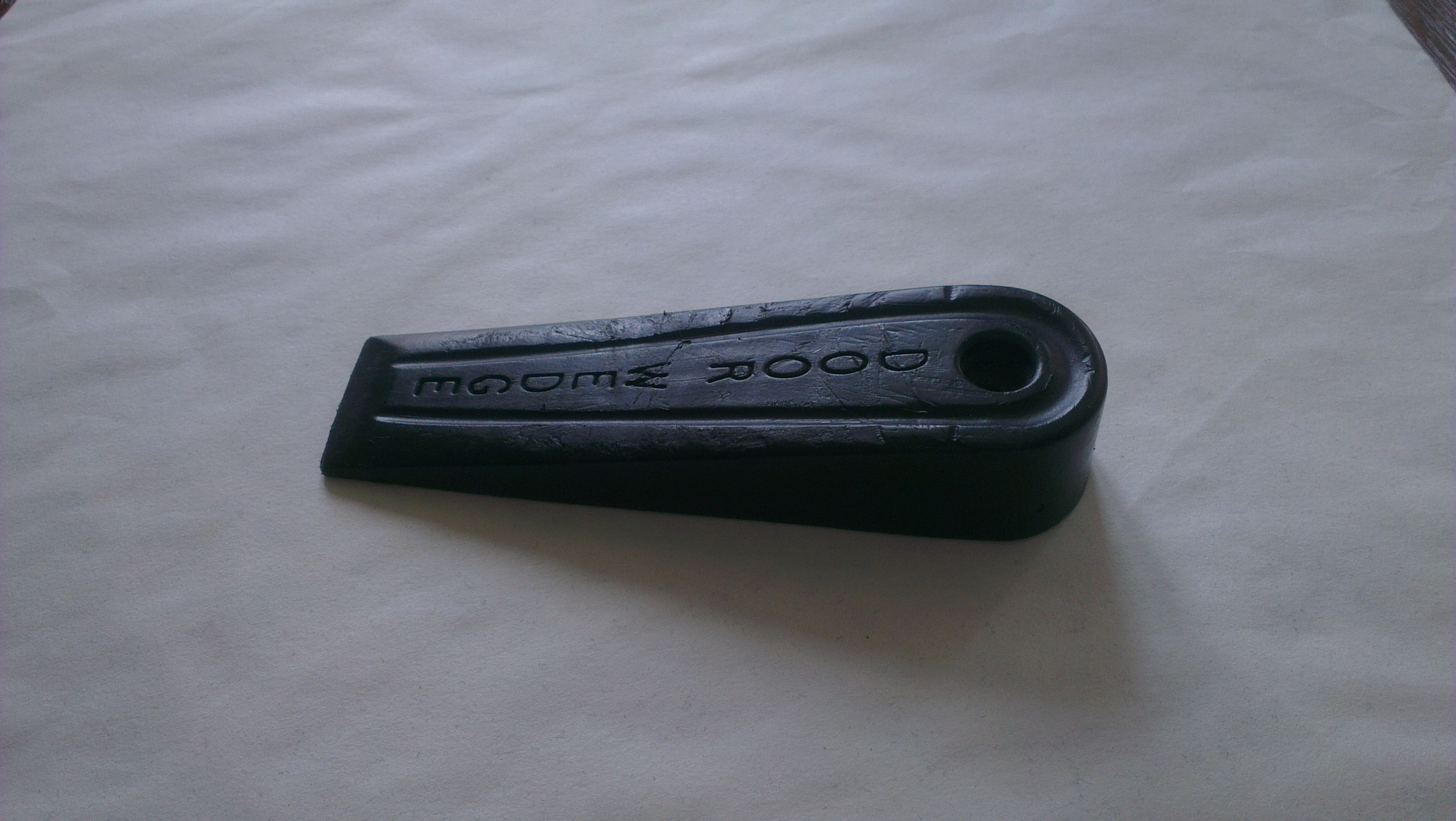
黑色橡胶门挡

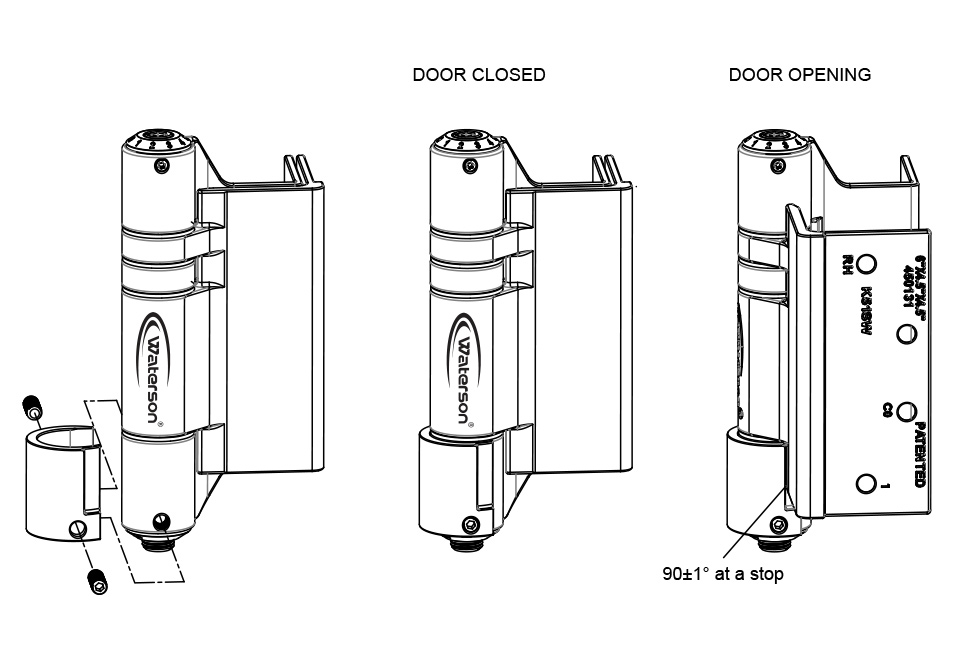
集成进铰链的门挡

门挡（也称门塞、门阻或门楔）是一种用于保持门打开或关闭的物体或装置，或用于防止门开得过大。这个词也被用来指建在门框内的薄板条，以防止门在关闭时摆动。实际使用中，门挡也可以是一个小支架或90度的金属片，安装在门的框架上，阻止门的摆动（双向），并将该门转换为单一方向（内开或外开）。门挡可以是一个单独的部件，也可以与铰链或闭门器集成在一起。

## 历史
正式生产的门挡的历史可以追溯到18世纪的欧洲，19世纪初开始在欧洲广泛生产。尽管门挡的生产时间较早，但通常将门挡的发明归功于1878年非裔美国人发明家奥斯本·多西。门挡是多西最著名的发明，他获得了美国专利，专利号为210,764。

## 应用

### 保持门常开
门可以被门挡挡住，门挡只是一个重的固体物体，如橡胶，放置在门开合的路径上。这些门挡主要是即兴制作的。历史上，铅砖是很受欢迎的选择。然而，随着铅的毒性被揭露，这种使用已被强烈反对。
另一种方法是使用用木头、橡胶、织物、塑料、棉花或其他材料做成的小楔子。这些材料制成的楔子很容易可以买到。楔子被踢到位，门的向下力现在向上卡在门挡上，提供足够的静摩擦力使其保持不动。

第三种策略是为门本身配备停止机制。在这种情况下，用橡胶或其他高摩擦材料盖住的短金属棒连接到门底部附近的铰链上，该铰链与门铰链相对，并且位于门关闭方向的一侧。当门要保持打开状态时，将杆向下摆动，使橡胶端接触地板。在这种配置中，门进一步向关闭运动增加了橡胶端上的力，从而增加了抵抗运动的摩擦力。当门要关闭时，通过将门稍微推开一点来释放止动器，这会释放止动器并允许它向上翻转。为门配备停止机构的较新版本是在门的底部或顶部向外打开的一侧附上磁铁，然后将其锁定在墙上的另一个磁铁或磁性材料或地板上的小轮毂上。磁铁的强度必须足以承受门的重量，但又要足够弱以易于从墙壁或轮毂上分离。

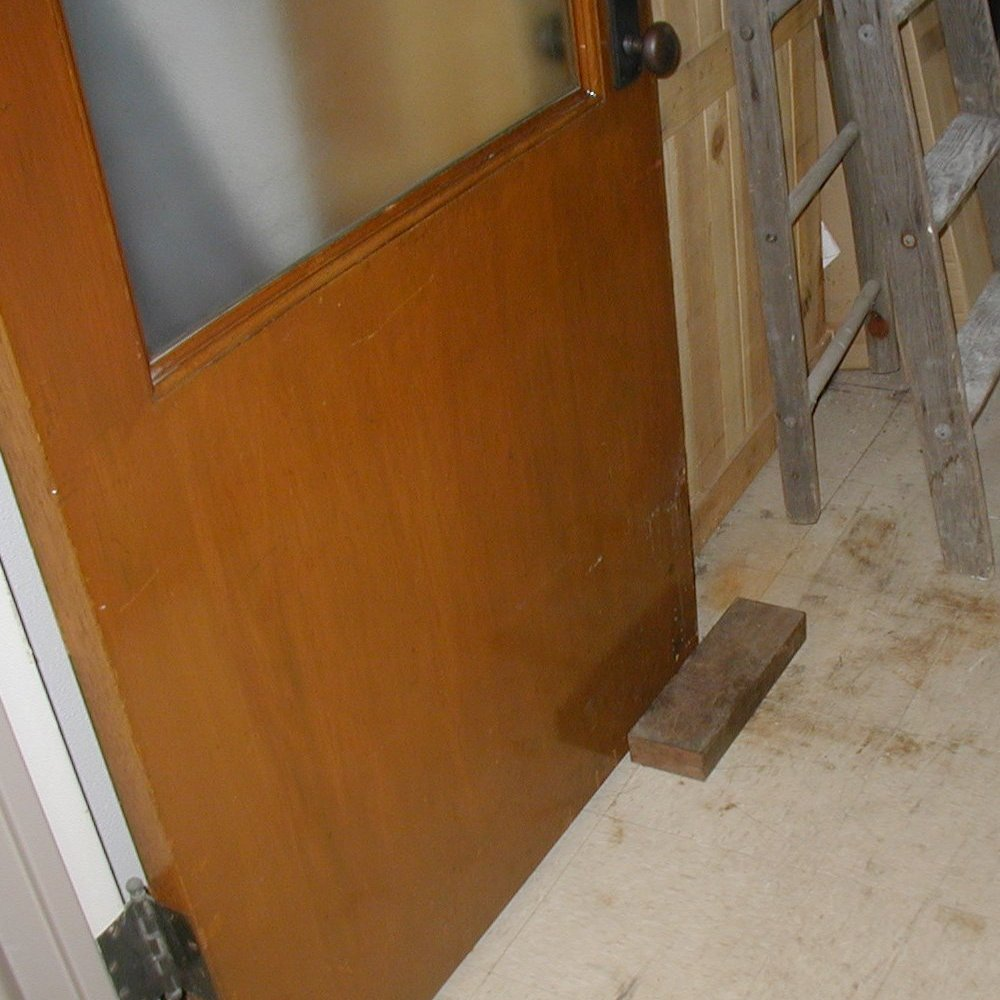
用作门挡的砖
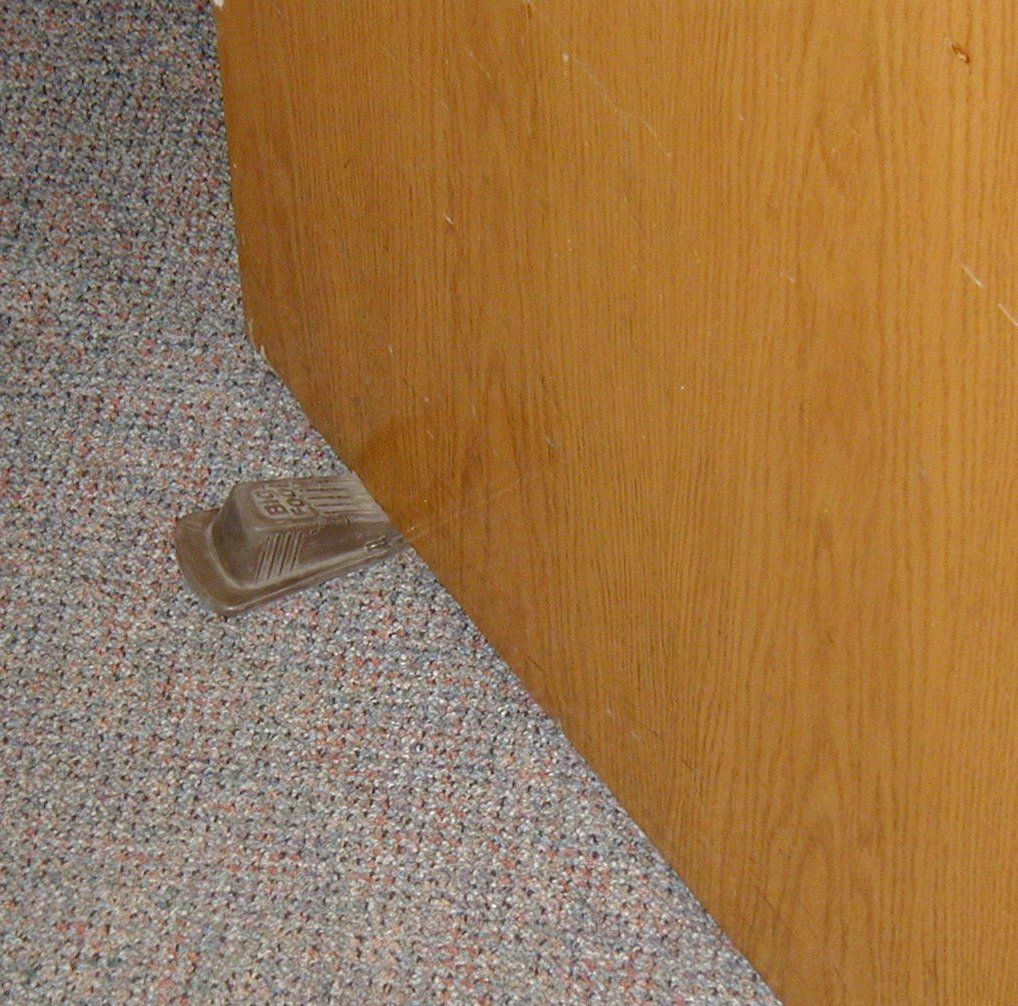
橡胶门挡
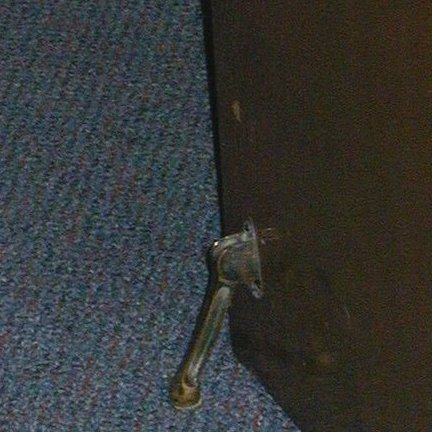
安装在门上的门挡
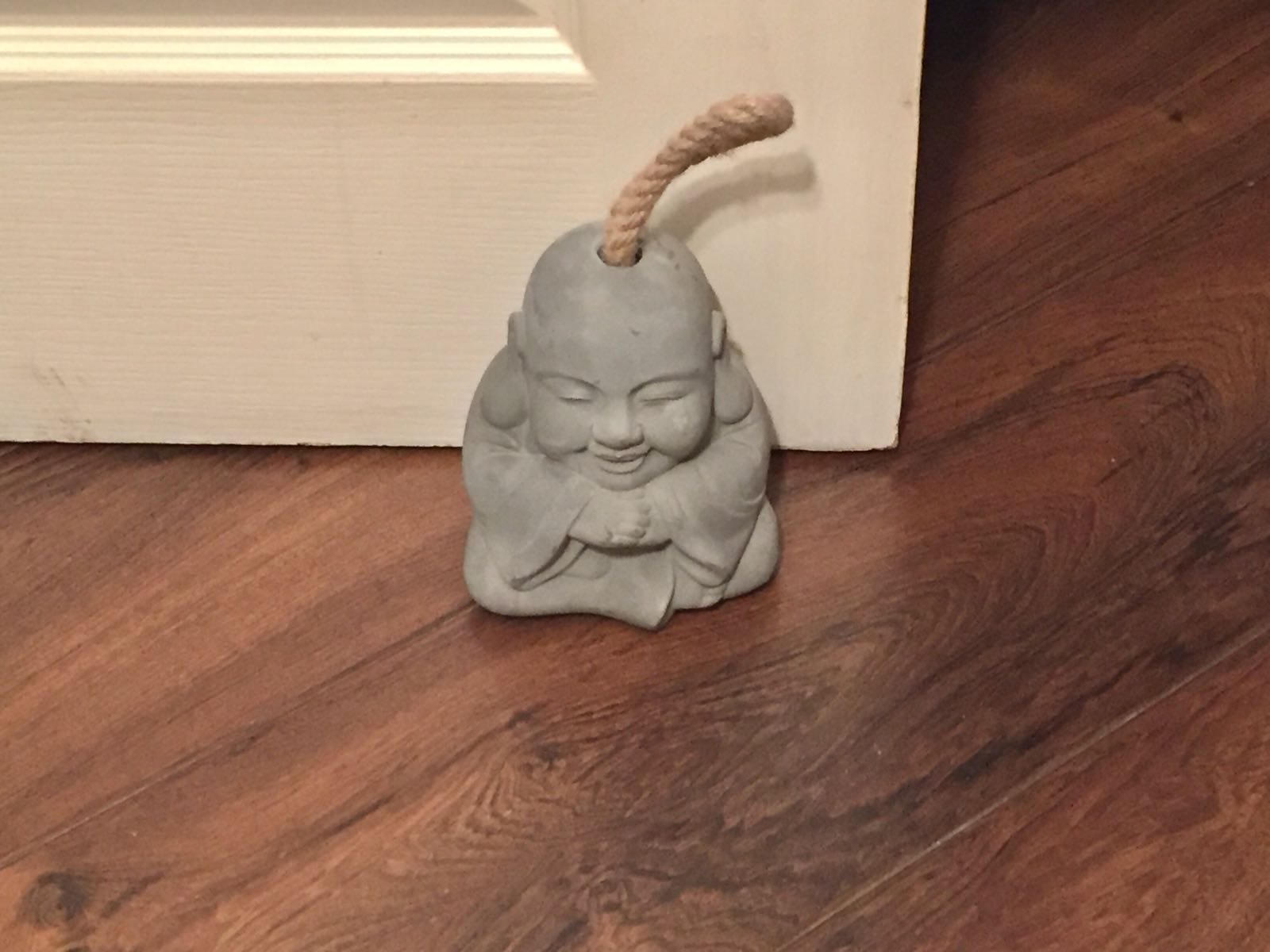
装饰性混凝土门挡

### 防止门的损坏
另一种类型的门挡用于防止门开得太远而损坏附近的墙壁。在这种情况下，一个橡胶圆筒或圆顶——或者一根带橡胶头的金属、木头或塑料的杆或块——被拧入门路径中的墙壁、模塑或地板中。如果它安装在墙上，它可能离地几公分，或者与门把手相接的高度。一个短的、贴在墙上的门挡，通常是橡胶圆顶或圆柱体，有时也被称为墙面保护器。

有时，也会使用安装在门的中点的挡板，作为中央门铰链的一部分。这种挡板被称为“铰链挡板”或“铰链销”门挡，通常用于防止损坏地角线造型。

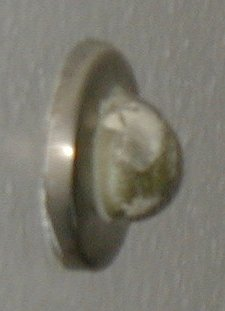
墙面缓冲器
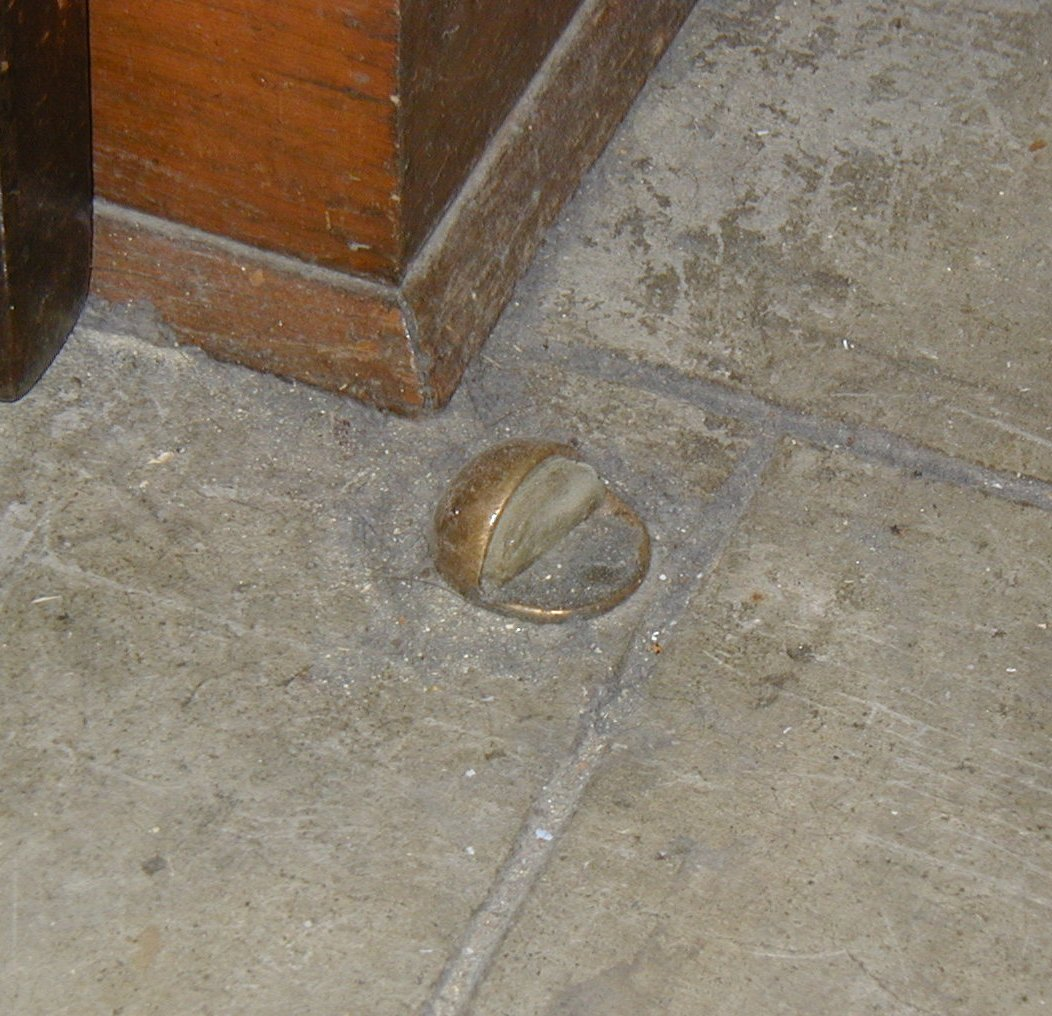
装在地板上的门挡
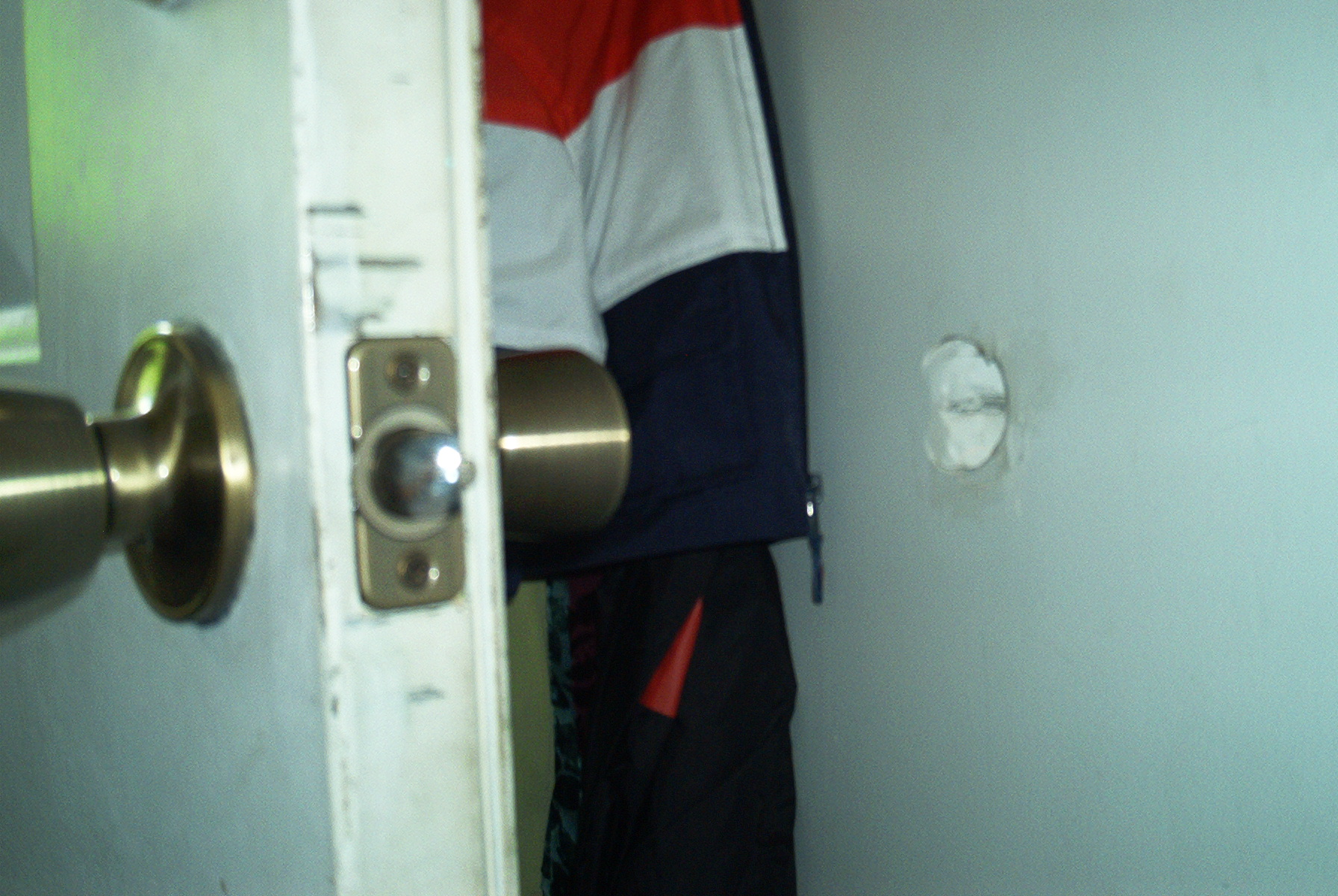
缺少门挡的后果
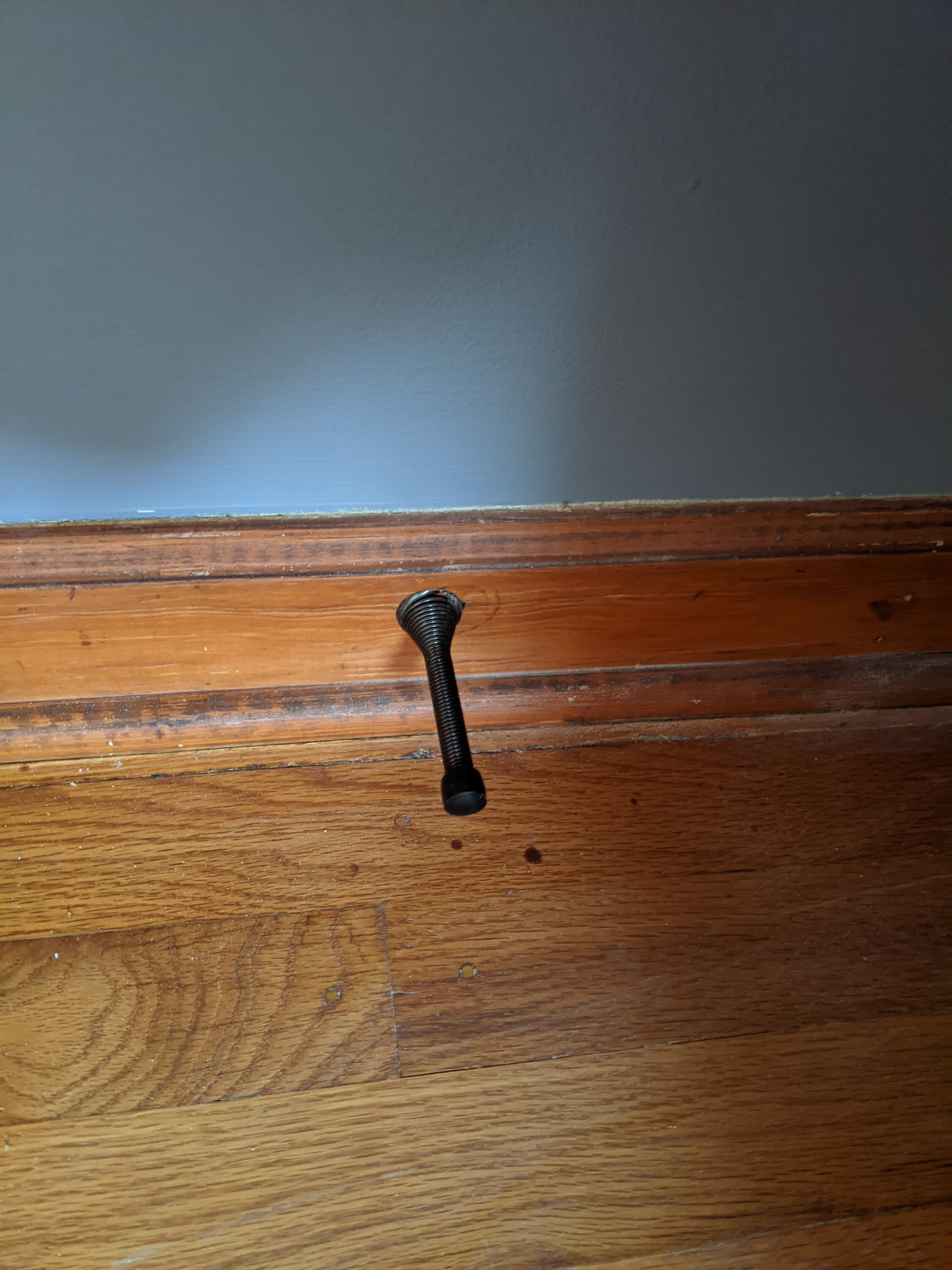
刚性金属弹簧门挡

### 保持门常关
哈利·胡迪尼在他1906年的著作《做错事的正确方法》(The Right Way to Do Wrong)中建议使用楔形门挡来防止门从外面被推开，从而在夜间阻止窃贼。